# デンマーク東インド会社

インドのデンマーク植民地

デンマーク東インド会社 （デンマーク語: Ostindisk Kompagni）は、デンマーク＝ノルウェーの2つの勅許会社を指す。第1の会社は1616年から1650年まで運営された。第2の会社は1670年から1729年まで存在したが、1730年にアジア会社（デンマーク語: Asiatisk Kompagni）として再設立された。

## 第一の会社

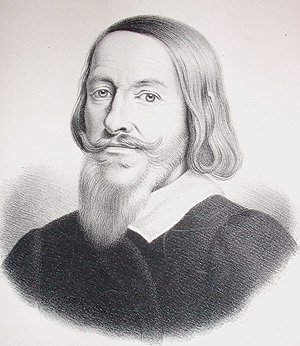
オベ・ギデ提督

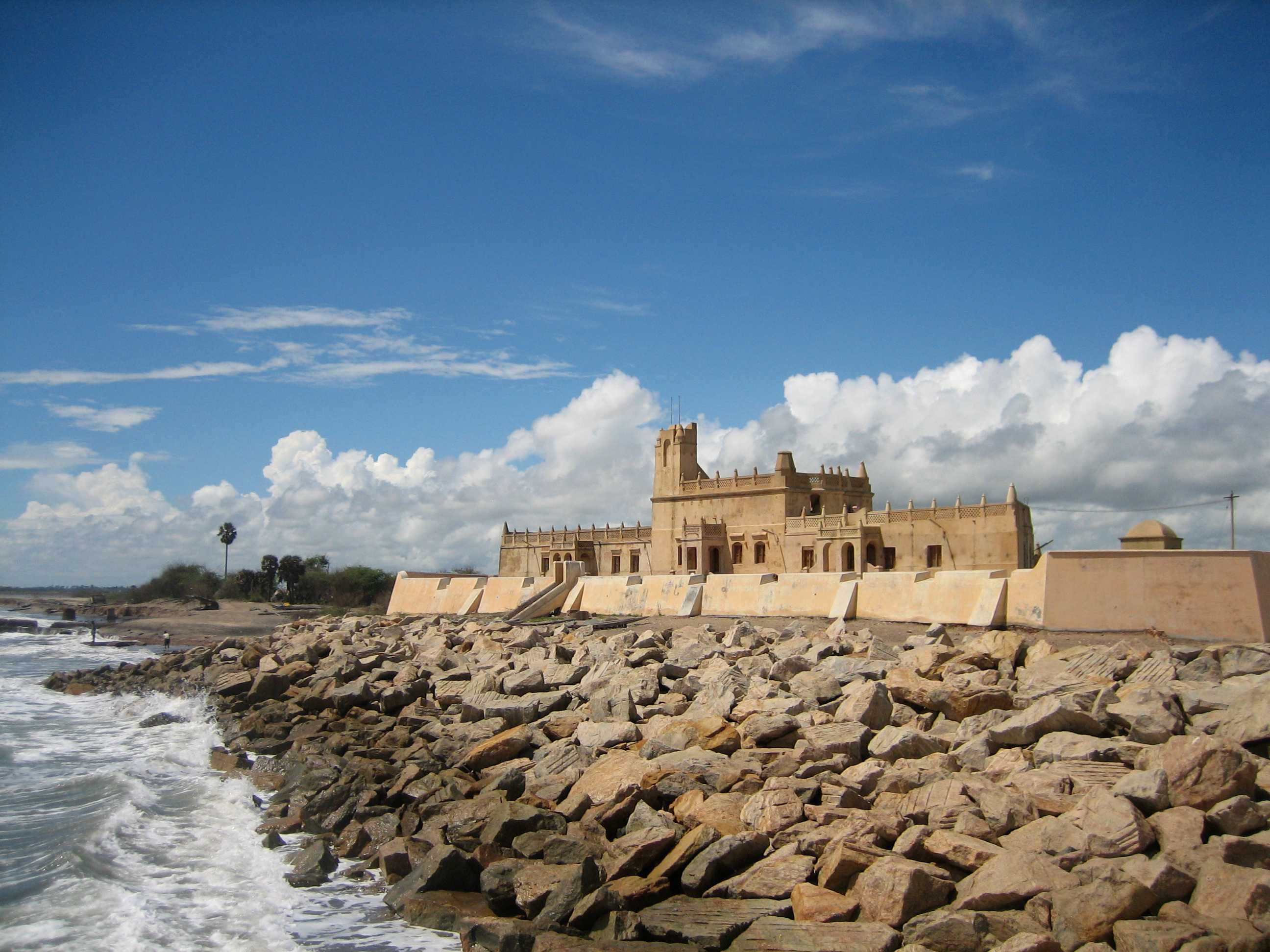
ダンスボー砦。トランケバルに1620年にオベ・ギデによって建設された

最初のデンマーク東インド会社は1616年にクリスチャン4世治下に設立され、インドとの貿易を目的とした。ギデ提督指揮下での最初の遠征艦隊は、セイロン島に到着するのに2年かかり、乗組員の半分以上を失った。1620年5月10日に彼らが到着した時には島の大部分はポルトガルに支配されていたが、キャンディ王国と条約が締結され、島の東海岸のトリンコマリーに最初の植民地が設立された 。彼らはキャンディ王国の助けを得て砦を建設した 。
その後、1620年11月19日にインド本土のタンジャーヴール・ナーヤカ朝の統治者であるラグナタ・ナヤクとの間で条約が締結され、トランケバルの町で土地と貿易許可を得た。その町にダンスボー砦を建設し、デンマーク領インドの最初の知事（opperhoved）として、船長のローランド・クラッペを置いた。条約は1621年7月30日に更新され、さらに、1676年5月10日にはマラーター王国の創始者シヴァージーによって再確認された。
全盛期においては、デンマーク東インド会社とスウェーデン東インド会社は、イギリス東インド会社よりも大量の茶を輸入し、その90％をイングランドに密輸して巨利を得ていた。1624年から1636年の間にデンマークの貿易先は拡大し、西はスーラト、東はベンガル、ジャワ、およびボルネオ島に及んでいた。商館はマチリーパトナム、スーラト、バーレーシュワルとジャワに置かれていた。しかしヨーロッパの戦争（三十年戦争）にデンマークが参加したことで会社は破滅した。インドとの貿易は1643年から1669年の間、完全に停止した。デンマークからの船が1669年にトランケバルに到着して連絡を回復したが、その時までにトランケバル以外の拠点はすべて失われていた。

## 第二会社およびアジア会社
1670年に、2番目のデンマーク東インド会社が設立された。その後、1729年に解散した。1730年に、それはアジア会社として再建され、清と広東で貿易を行った。1732年に与えられた勅許により、新会社は喜望峰より東の地域での（デンマークの）全貿易を40年間独占することが認められた。1750年までの20年間に、27隻の船が送られ、22隻がコペンハーゲンに戻る旅を生き延びた。40年後の1772年に会社は独占を失い、1779年にデンマーク領インドは直轄植民地になった。

ナポレオン戦争中、1801年と1807年に、イギリス海軍はコペンハーゲンを攻撃した。最後の攻撃の結果、デンマーク（ナポレオンに占領されていない数少ないヨーロッパ諸国の1つ）は、艦隊のすべてを失い、ヘルゴラント島（ホルシュタイン＝ゴットルプ領の一部）をイギリスに奪われた。東洋でも同じだった。イギリスとデンマーク間の敵対行為のニュースがインドに届いたとき、1808年1月28日にフーグリーにいた7隻のデンマーク商船をイギリスは即座に接収した。最終的にデンマークは1845年にインド本土の残りの拠点を、1850年には黄金海岸の拠点を、いずれもイギリスに売却した。